# La Tour-du-Pin
Pour les articles homonymes, voir La Tour du Pin.
La Tour-du-Pin est une commune française située dans le département de l'Isère (dont elle est l'une des sous-préfectures) en région Auvergne-Rhône-Alpes.
Géographiquement, la commune se situe dans la région historique du Bas-Dauphiné, correspondant à la partie septentrionale du département, souvent dénommé, au niveau local, sous le nom de Nord-Isère dont une partie forme la région naturelle des Terres froides. Arrosée par la Bourbre et d'une altitude variant de 309 à 461 m, la cité fut de 2000 à 2016 le siège de la communauté de communes Les Vallons de la Tour, puis, le 1er janvier 2017, la ville intègre la communauté de communes Les Vals du Dauphiné dont elle devient également la ville-siège.
Historiquement, La Tour-du-Pin, paroisse de la province royale du Dauphiné, était durant le Moyen Âge le siège d'une importante baronnie qui s'étendait approximativement depuis les rives du Guiers jusqu'aux territoires actuels des villes de Bourgoin-Jallieu et de Crémieu. Le nom de la Maison de la famille de La Tour-du-Pin est lié à la ville et à cette baronnie du Dauphiné.

## Géographie

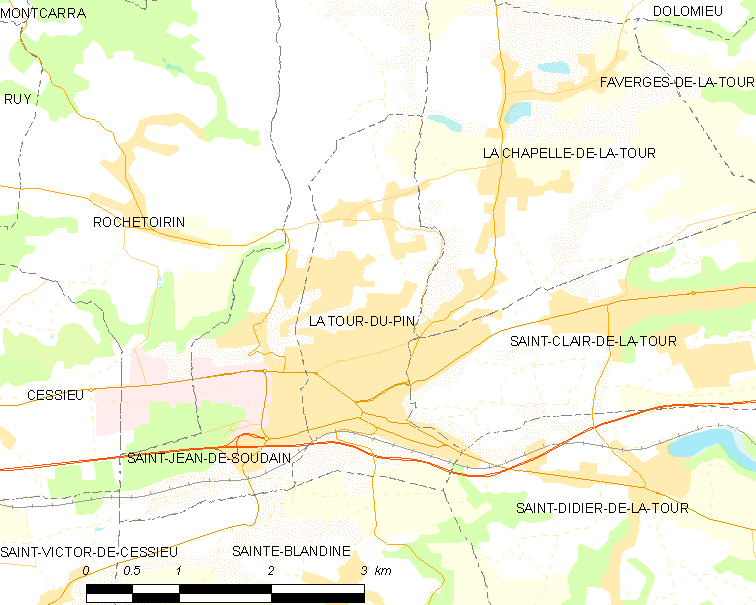
Plan du territoire de la Tour-du-Pin

### Description
Présentée comme une ville à la campagne par la revue du conseil départemental de l'Isère, la ville de taille relativement modeste est cependant le siège du chef-lieu d'un des trois arrondissements de l'Isère ainsi que le siège d'une communauté de communes regroupant plus de 60 000 habitants.
Siège d'une ancienne baronnie et édifiée sur l'ancienne route de Paris à Milan, la cité présente encore des ruelles où s'alignent des maisons bourgeoises aux fenêtres à meneaux, souvent composées en pierre taillée ou en galet roulé, de petits passages et d'anciennes fontaines. La ville s'étend aujourd'hui largement dans la vallée de la Bourbre et est desservie par de nombreuses voies routières et une ligne de TER.

### Situation
Le territoire communal fait partie de la circonscription territoriale du département de l'Isère ; il est situé dans la partie septentrionale de ce département, dénommée localement sous le vocable de Nord-Isère et plus précisément dans la région naturelle des Terres froides.
La ville est le chef-lieu de l'arrondissement qui porte son nom et qui comprend onze cantons. La ville héberge donc le bâtiment de la sous-préfecture de l'Isère, ainsi que le siège de la communauté de communes Les Vals du Dauphiné dont elle est la principale agglomération. Le bourg se positionne plus précisément dans la vallée de la Bourbre.
L'agglomération turripinoise se place approximativement à égale distance des agglomérations de Lyon, située au nord-ouest, de Grenoble, située au sud, et de Chambéry, située à l'est.
La commune est plus précisément située, par la route, à 67 km de Grenoble, chef-lieu du département de l'Isère, 54 km de Lyon, chef-lieu de la région Auvergne-Rhône-Alpes, ainsi qu'à 524 km de Paris et 341 km de Marseille.

### Communes limitrophes
Le territoire de la commune de Rochetoirin, bien que très proche de celui de La Tour-du-Pin (moins d'un kilomètre), n'est cependant pas limitrophe.

### Géologie et relief
La Tour-du-Pin se situe à l'est de la plaine de Lyon et plus particulièrement sur la bordure occidentale du plateau du Bas-Dauphiné qui recouvre toute la partie iséroise où il n'y a pas de massif montagneux. Le plateau se confond donc avec la micro-région du Nord-Isère, région qui est composée essentiellement de collines de basse ou moyenne altitude et de longues vallées et plaines. L'ouest de ce secteur correspond à la plaine lyonnaise.
Les glaciations qui se sont succédé au cours du Quaternaire sont à l'origine du modelé actuel de cette région, les produits antéglaciaires restant profondément enfouis sous les dépôts d'alluvions liés à l'écoulement des eaux lors de la fonte des glaces.

### Hydrographie
Le territoire de la commune de La Tour-du-Pin est traversé par quelques cours d'eau, dont la Bourbre, un affluent direct en rive gauche du Rhône, d'une longueur de 72,2 km ainsi que deux de ses affluents, le ruisseau des moulins, d'une longueur de 5 km  et le ruisseau de la Fière, d'une longueur de 2,2 km.

### Climat
Pour des articles plus généraux, voir Climat d'Auvergne-Rhône-Alpes et Climat de l'Isère.
En 2010, le climat de la commune est de type climat océanique altéré, selon une étude du Centre national de la recherche scientifique s'appuyant sur une série de données couvrant la période 1971-2000. En 2020, Météo-France publie une typologie des climats de la France métropolitaine dans laquelle la commune est exposée à un climat de montagne ou de marges de montagne et est dans la région climatique Alpes du nord, caractérisée par une pluviométrie annuelle de 1 200 à 1 500 mm, irrégulièrement répartie en été.
Pour la période 1971-2000, la température annuelle moyenne est de 11,1 °C, avec une amplitude thermique annuelle de 17,8 °C. Le cumul annuel moyen de précipitations est de 1 073 mm, avec 10,2 jours de précipitations en janvier et 6,8 jours en juillet. Pour la période 1991-2020, la température moyenne annuelle observée sur la station météorologique de Météo-France la plus proche, « Bourgoin », sur la commune de Bourgoin-Jallieu à 13 km à vol d'oiseau, est de 12,4 °C et le cumul annuel moyen de précipitations est de 844,0 mm,. Pour l'avenir, les paramètres climatiques de la commune estimés pour 2050 selon différents scénarios d'émission de gaz à effet de serre sont consultables sur un site dédié publié par Météo-France en novembre 2022.
Températures minimales et maximales enregistrées en 2014 et 2017
- Année 2014

| Mois                              | jan. | fév. | mars | avril | mai  | juin | jui. | août | sep. | oct. | nov. | déc. |
| --------------------------------- | ---- | ---- | ---- | ----- | ---- | ---- | ---- | ---- | ---- | ---- | ---- | ---- |
| Température minimale moyenne (°C) | 1,1  | 2    | 2,7  | 7,2   | 9,2  | 13,9 | 14,8 | 14,3 | 12,6 | 9,5  | 5    | −1,4 |
| Température maximale moyenne (°C) | 8,9  | 11,3 | 16,4 | 19,9  | 21,5 | 27,6 | 24,8 | 25,4 | 23,6 | 21,3 | 13,9 | 7,9  |

- Année 2017

| Mois                              | jan. | fév. | mars | avril | mai  | juin | jui. | août | sep. | oct. | nov. | déc. |
| --------------------------------- | ---- | ---- | ---- | ----- | ---- | ---- | ---- | ---- | ---- | ---- | ---- | ---- |
| Température minimale moyenne (°C) | −5,8 | 1,2  | 4,6  | 4,9   | 10,3 | 15,8 | 15,9 | 15,4 | 9,5  | 6,2  | 3,5  | −1,2 |
| Température maximale moyenne (°C) | 2,7  | 13,6 | 17,5 | 19,1  | 23,6 | 29,2 | 28,8 | 28,6 | 21,7 | 20,5 | 10,2 | 5,1  |

- Année 2022

| Mois                              | jan. | fév. | mars | avril | mai  | juin | jui. | août | sep. | oct. | nov. | déc. |
| --------------------------------- | ---- | ---- | ---- | ----- | ---- | ---- | ---- | ---- | ---- | ---- | ---- | ---- |
| Température minimale moyenne (°C) | −2,5 | 0,5  | 2,1  | 5,8   | 12,4 | 15,9 | 16,2 | 16   | 11,9 | 10,9 | 4,4  | −2,7 |
| Température maximale moyenne (°C) | 6,5  | 12,1 | 17   | 18,6  | 26,1 | 29,6 | 32,6 | 31,7 | 24,3 | 22,7 | 13,2 | 8,8  |

### Voies de communication
Le territoire de la commune de La Tour-du-Pin se situe sur les axes suivants :

#### Les autoroutes

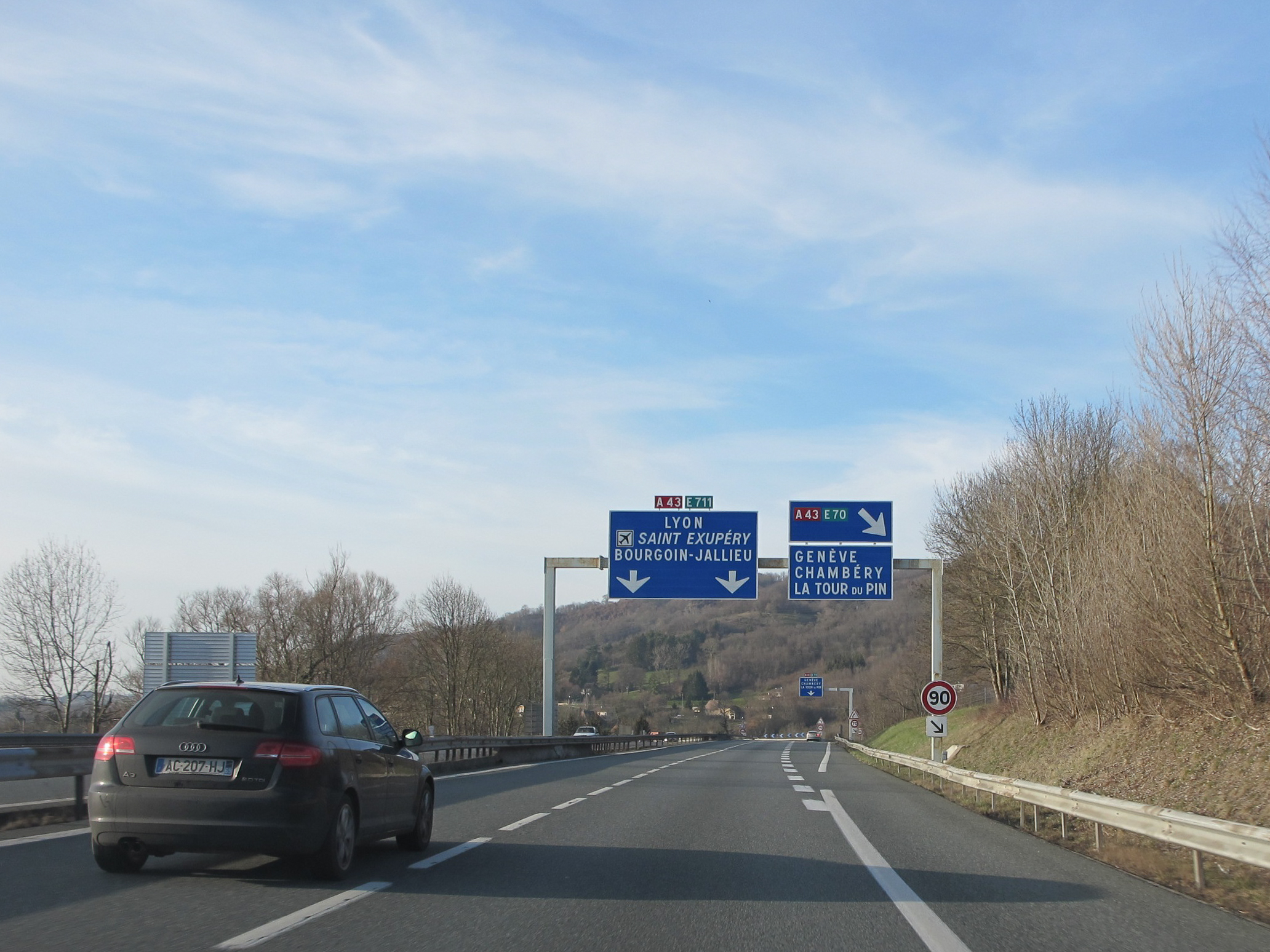
Bifurcation autoroutière entre l'A43 et l'A48 avec l'indication de la direction de La Tour-du-Pin.

L'autoroute A43, voie autoroutière qui relie la commune à Lyon et à Chambéry, mais également à l'A48 qui la relie à Grenoble grâce un échangeur situé entre la Tour-du-Pin et Bourgoin-Jallieu.
Deux sorties autoroutières desservent la commune :
- 9 à 47 km : La Tour-du-Pin-centre ;
- 9.1 : La Tour-du-Pin-Est (sens Lyon-Chambéry).

#### Les routes à grandes circulation
La route départementale 1006 (RD 1006), qui correspond à l'ancienne l'ancienne RN 6 reclassée en route départementale et relie la commune avec les communes de Bourgoin-Jallieu, en se dirigeant vers Lyon et du Pont-de-Beauvoisin, en se dirigeant vers Chambéry.
La route départementale 1516 (RD 1516), qui correspond à l'ancienne route nationale 516 qui reliait, avant d'être déclassée en 1972, la commune de La Tour-du-Pin à la ville de Chambéry. La route actuelle relie la commune à celle de La Balme, située dans le département de la Savoie).
La route départementale 16 (RD 16), qui relie la commune de La Tour-du-Pin à la commune de Montalieu-Vercieu (jonction avec la RD 52) après avoir traversé les territoires des communes de Vézeronce-Curtin et de Morestel.

### Transports publics

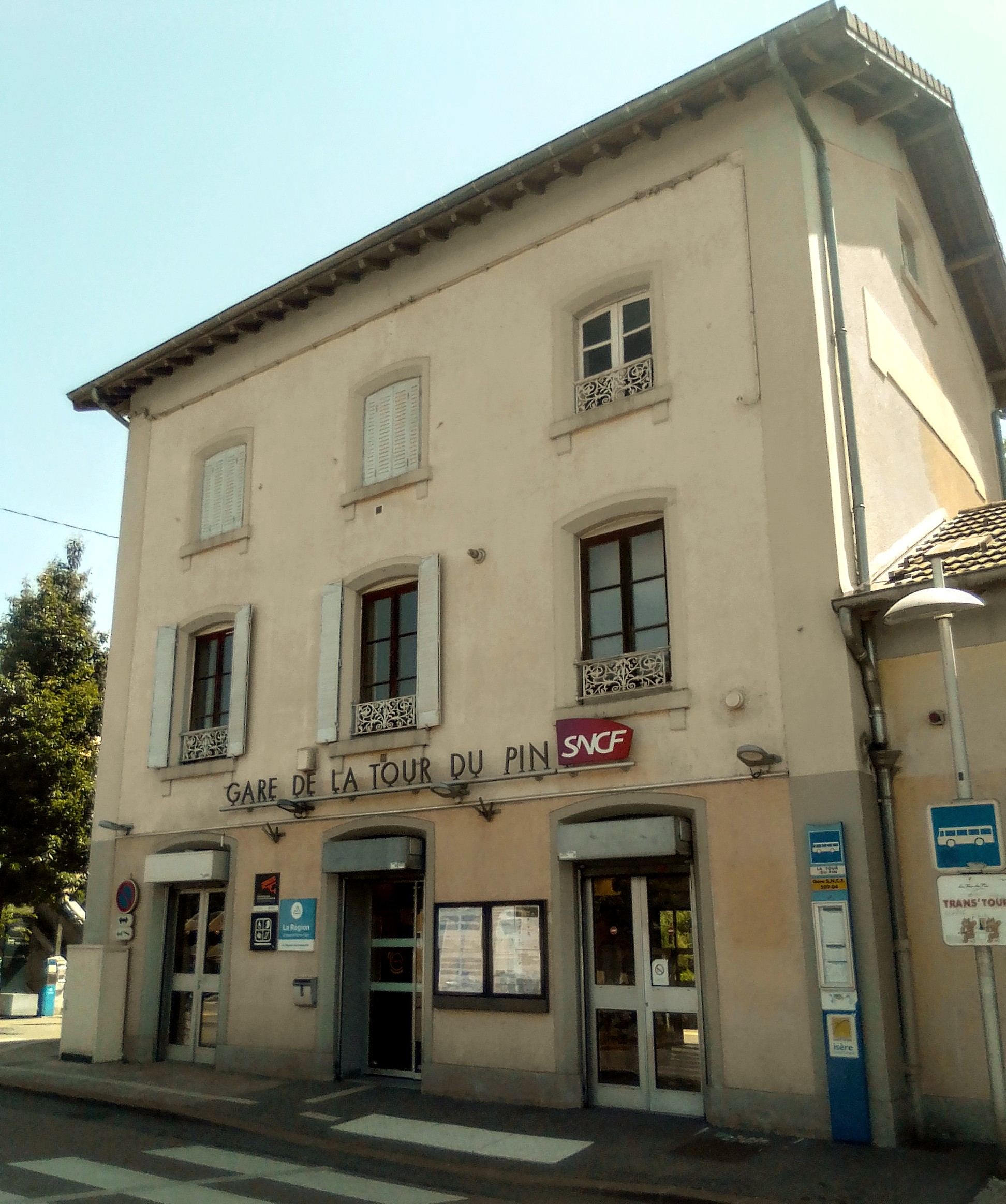
Gare de La Tour-du-Pin.

#### Lignes d'autobus urbains
La commune gère une ligne d'autobus sur son territoire dénommée « Trans’Tour » et qui transporte les personnes, non scolaires, désirant se rendre au centre-ville durant la journée.

#### Lignes d'autocars
En 2025, le territoire communal de La Tour-du-Pin est desservie par plusieurs lignes régulières d'autocars départementaux :
- Ligne T10 Les Avenières ↔ La Tour-du-Pin ;
- Ligne T11 Morestel ↔  Dolomieu ↔ La Tour-du-Pin ;
- Ligne T17 Saint-Laurent-de-Mure ↔ Le Pont-de-Beauvoisin ;
- Ligne T18 Bourgoin-Jallieu ↔ Dolomieu.

#### Gare ferroviaire
La gare de La Tour-du-Pin est une gare de la SNCF, desservie par des trains TER Auvergne-Rhône-Alpes. Cette gare est desservie par des autobus du réseau urbain local.

## Urbanisme

### Typologie
Au 1er janvier 2024, La Tour-du-Pin est catégorisée centre urbain intermédiaire, selon la nouvelle grille communale de densité à sept niveaux définie par l'Insee en 2022.
Elle appartient à l'unité urbaine de La Tour-du-Pin, une agglomération intra-départementale regroupant 15  communes, dont elle est ville-centre,,. Par ailleurs la commune fait partie de l'aire d'attraction de La Tour-du-Pin, dont elle est la commune-centre,. Cette aire, qui regroupe 4 communes, est catégorisée dans les aires de moins de 50 000 habitants,.

### Occupation des sols
L'occupation des sols de la commune, telle qu'elle ressort de la base de données européenne d’occupation biophysique des sols Corine Land Cover (CLC), est marquée par l'importance des territoires artificialisés (52,3 % en 2018), en augmentation par rapport à 1990 (46,3 %). La répartition détaillée en 2018 est la suivante :
zones urbanisées (52,3 %), zones agricoles hétérogènes (34,5 %), terres arables (7,8 %), prairies (5,3 %), forêts (0,1 %). L'évolution de l’occupation des sols de la commune et de ses infrastructures peut être observée sur les différentes représentations cartographiques du territoire : la carte de Cassini (XVIIIe siècle), la carte d'état-major (1820-1866) et les cartes ou photos aériennes de l'IGN pour la période actuelle (1950 à aujourd'hui).

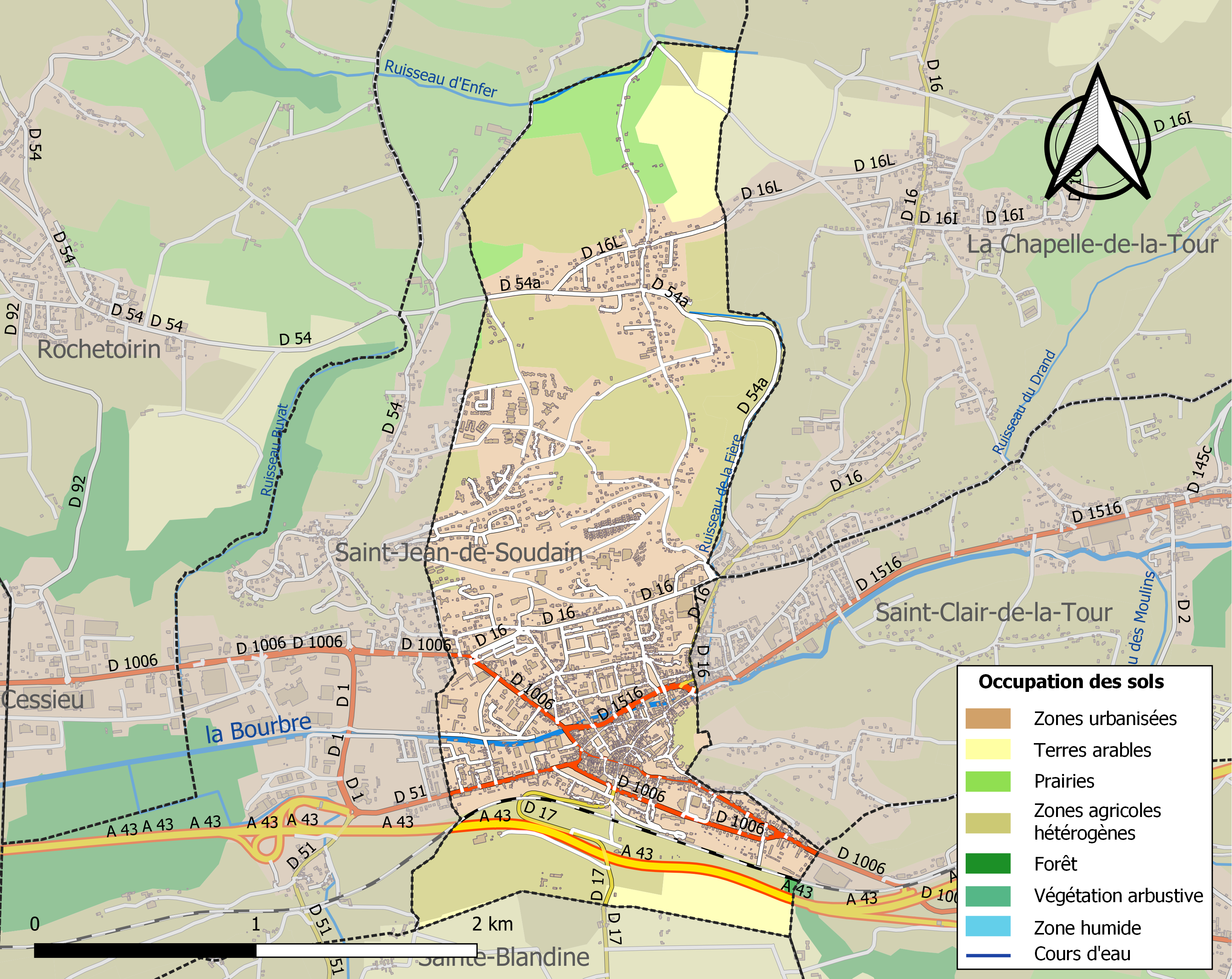
Carte des infrastructures et de l'occupation des sols de la commune en 2018 (CLC).
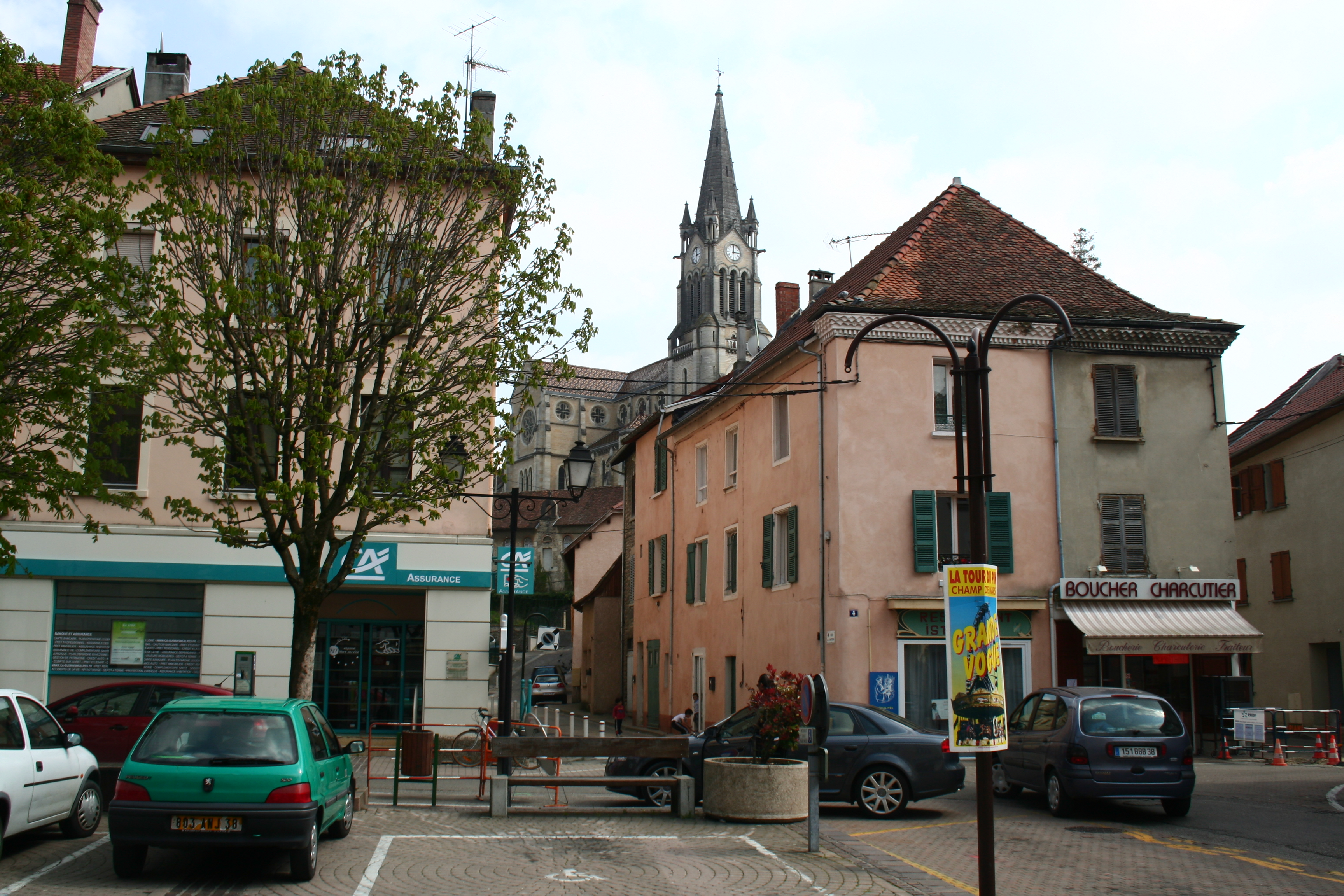
Centre-ville de La Tour-du-Pin

### Hameaux, quartier et lieux-dits et écarts de la commune
Voici, ci-dessous, la liste la plus complète possible des divers hameaux, quartiers et lieux-dits résidentiels urbains comme ruraux de la Tour-du-Pin, présentés selon les références toponymiques fournies par le site Géoportail de l'Institut géographique national.
| - la Feuillée (étang) - Bessay - Chatanay - les Hauts de Saint-Roch | - la Molette - le Pouyou - le Calloud - le Ronfet | - Praille - les Anguillères (ferme) - Tournin (château) - Badieu Dessous |

### Risques naturels et technologiques

#### Risques sismiques
L'ensemble du territoire de la commune de La Tour-du-Pin est situé en zone de sismicité no 3 (sur une échelle de 1 à 5), comme la plupart des communes de son secteur géographique.
| Type de zone | Niveau            | Définitions (bâtiment à risque normal) |
| ------------ | ----------------- | -------------------------------------- |
| Zone 3       | Sismicité modérée | accélération = 1,1 m/s2                |

## Toponymie
Dans les documents médiévaux, la cité est mentionnée sous les formes suivantes Turris de Pinu (VIIe siècle), de Turre Pini (XIIIe siècle, Turris de Pino et Turris Spini (XIVe siècle),.
Le prêtre bolognais Sebastiano Locatelli (1636-1709) explique dans son Voyage de France mœurs et coutumes françaises (1664-1665) que La Tour-du-Pin doit son nom à un grand pin né par hasard au sommet d'une tour.
Les différents auteurs comme le toponymiste Ernest Nègre, André Plank, auteur d'un livre sur l'origine des noms de communes du département de l'Isère (2006), qui avancent également d'autres thèses ou encore le site henrysuter.ch, proposent turris (« tour ») associé à pinus « pin » :
La Tour
Le préfixe tour peut être lié au latin « turris » et évoque un bâtiment élevé de type civil ou militaire. Il pourrait également être lié à la racine « tur », plus ancienne, qui « aurait désigné une surface fermée (pour se protéger) sur le haut d'un sommet (d'où la vue s'étend au loin) ». Les auteurs de Histoire des communes de l'Isère (1987) indiquent dans leur présentation de la commune que le nom proviendrait d'une famille noble d'Auvergne.
Pin
Le terme peut être lié à la présence de pin ou de sapin, voire à une altération du terme « penno » qui signifie « en langue celtique, la « tête », une « extrémité » ou une « hauteur » ». Sens que l'on retrouve également dans l'ouvrage Histoire des communes de l'Isère (1987) : pen, qui désigne « une éminence ou château sur une colline ».

## Histoire

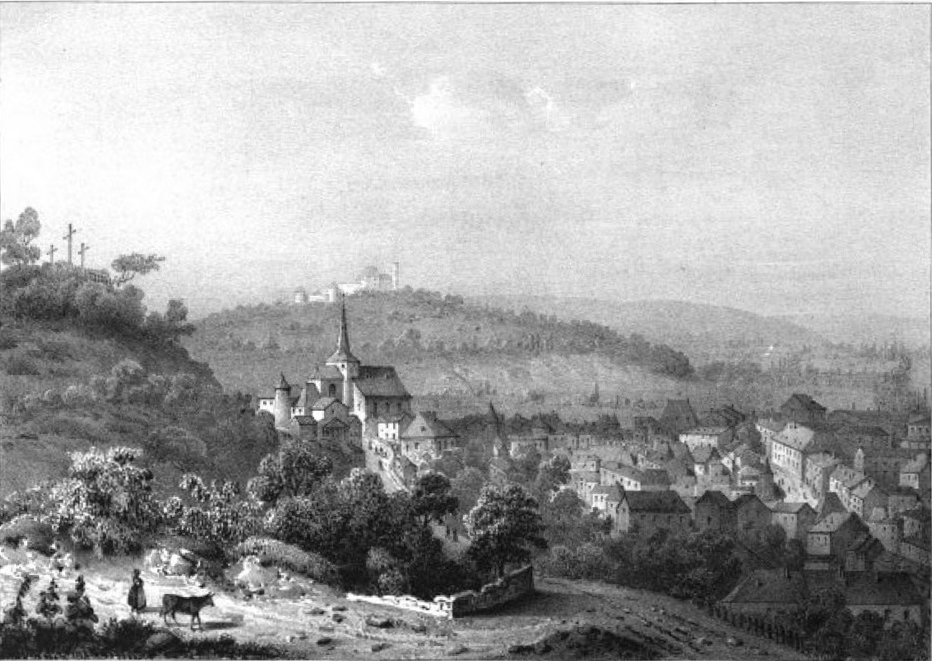
La-Tour-du-Pin au XIXe siècle, illustration de Victor Cassien (1808 - 1893).

### Préhistoire et Antiquité
Au début de l'Antiquité, le territoire des Allobroges s'étendait sur la plus grande partie des pays qui seront nommés plus tard la Sapaudia (ce « pays des sapins » deviendra la Savoie) et au nord de l'Isère.
Les Allobroges, comme bien d'autres peuples gaulois, sont une « confédération ». En fait, les Romains donnèrent, par commodité, le nom d'Allobroges à l'ensemble des peuples gaulois vivant dans la civitate (cité) de Vienne, à l'ouest et au sud de la Sapaudia.

### Moyen Âge
Ancien emplacement d'une tour de guet datant de l'époque romaine, la motte castrale citée au IXe siècle est actuellement occupée par une Madone.

### Temps Modernes
En 1591, le château de la Tour-du-Pin (alors à l'emplacement du cimetière actuel), chef-lieu de baronnie, est détruit par les Napolitains.

### Époque contemporaine
Le peintre Pierre Lacour fils en dessina un croquis en 1824 lors de son passage en route pour Rome.
Le 9 avril 1969, Gérard Nicoud, dans une démarche de résistance fiscale, enlève plusieurs tonnes de dossiers fiscaux à la perception de La Tour-du-Pin, afin d'appuyer la revendication que les pensions des retraités du petit commerce soient versées intégralement, sinon les dossiers seront brûlés.

## Politique et administration

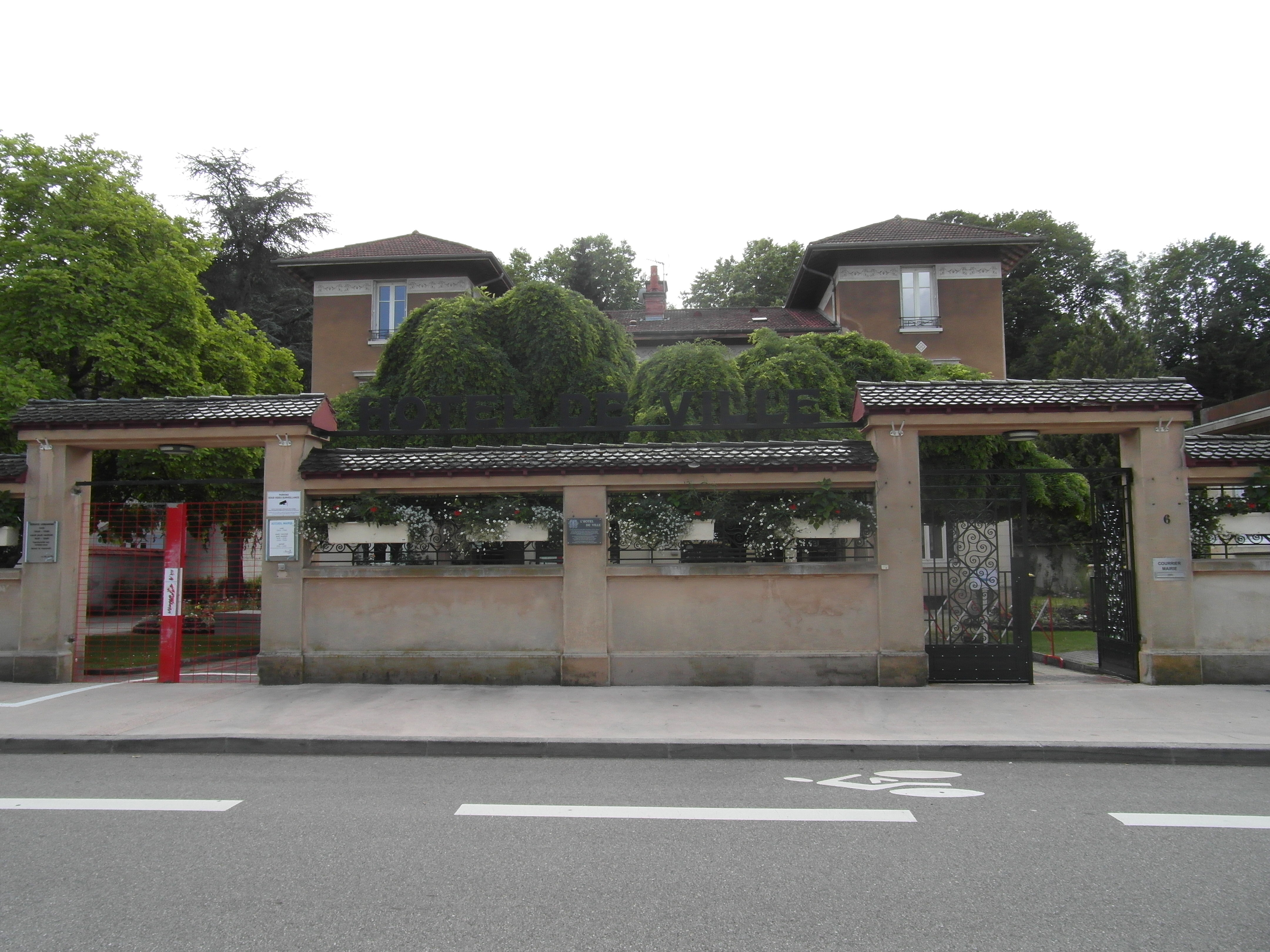
Entrée principale de la mairie de La Tour-du-Pin

### Administration municipale
En 2022, le conseil municipal compte 29 élus (quinze hommes et quatorze femmes) dont un maire, sept adjoints au maire, trois conseillers délégués et dix-huit conseillers municipaux.

### Tendances politiques et résultats

#### Élections nationales
| Scrutin             | Scrutin             | 1er tour | 1er tour | 1er tour | 1er tour | 1er tour | 1er tour | 1er tour | 1er tour  | 1er tour | 1er tour | 1er tour | 1er tour | 2d tour | 2d tour | 2d tour | 2d tour | 2d tour | 2d tour |
| Scrutin             | Scrutin             | 1er      | 1er      | %        | 2e       | 2e       | %        | 3e       | 3e        | %        | 4e       | 4e       | %        | 1er     | 1er     | %       | 2e      | 2e      | %       |
| ------------------- | ------------------- | -------- | -------- | -------- | -------- | -------- | -------- | -------- | --------- | -------- | -------- | -------- | -------- | ------- | ------- | ------- | ------- | ------- | ------- |
| Présidentielle 2017 | Présidentielle 2017 |          | FN       | 25,40    |          | LFI      | 20,85    |          | EM        | 20,26    |          | LR       | 18,62    |         | EM      | 60,80   |         | FN      | 39,20   |
| Présidentielle 2022 | Présidentielle 2022 |          | RN       | 26,55    |          | LFI      | 24,16    |          | LREM      | 23,24    |          | REC      | 7,21     |         | LREM    | 55,07   |         | RN      | 44,93   |
| Législatives 2022   | 10e                 |          | RN       | 27,41    |          | Ren-Ens  | 25,88    |          | LFI-Nupes | 24,15    |          | LR       | 9,48     |         | Ren     | 54,60   |         | RN      | 45,40   |
| Législatives 2024   | 10e                 |          | RN       | 38,18    |          | LFI-NFP  | 30,71    |          | Ren-Ens   | 21,99    |          | LR       | 7,27     |         | LFI     | 50,55   |         | RN      | 49,45   |

### Instances judiciaires et administratives
La ville de La Tour-du-Pin dispose d’une brigade de gendarmerie, située en centre-ville.

## Population et société
Les habitants sont dénommés les Turripinois,.

### Démographie
L'évolution du nombre d'habitants est connue à travers les recensements de la population effectués dans la commune depuis 1793. Pour les communes de moins de 10 000 habitants, une enquête de recensement portant sur toute la population est réalisée tous les cinq ans, les populations de référence des années intermédiaires étant quant à elles estimées par interpolation ou extrapolation. Pour la commune, le premier recensement exhaustif entrant dans le cadre du nouveau dispositif a été réalisé en 2008.

En 2022, la commune comptait 8 123 habitants, en évolution de +1,25 % par rapport à 2016 (Isère : +3,07 %, France hors Mayotte : +2,11 %).
| 1793  | 1800  | 1806  | 1821  | 1831  | 1836  | 1841  | 1846  | 1851  |
| ----- | ----- | ----- | ----- | ----- | ----- | ----- | ----- | ----- |
| 3 098 | 1 139 | 1 540 | 1 971 | 2 334 | 2 484 | 2 456 | 2 665 | 2 572 |

| 1856  | 1861  | 1866  | 1872  | 1876  | 1881  | 1886  | 1891  | 1896  |
| ----- | ----- | ----- | ----- | ----- | ----- | ----- | ----- | ----- |
| 2 572 | 2 699 | 2 809 | 2 857 | 3 165 | 3 571 | 3 636 | 3 520 | 3 704 |

| 1901  | 1906  | 1911  | 1921  | 1926  | 1931  | 1936  | 1946  | 1954  |
| ----- | ----- | ----- | ----- | ----- | ----- | ----- | ----- | ----- |
| 3 803 | 3 985 | 4 032 | 3 959 | 4 451 | 4 465 | 4 151 | 4 117 | 4 459 |

| 1962  | 1968  | 1975  | 1982  | 1990  | 1999  | 2006  | 2008  | 2013  |
| ----- | ----- | ----- | ----- | ----- | ----- | ----- | ----- | ----- |
| 4 694 | 5 649 | 6 641 | 6 913 | 6 770 | 6 553 | 7 431 | 7 652 | 7 922 |

| 2018  | 2022  | - | - | - | - | - | - | - |
| ----- | ----- | - | - | - | - | - | - | - |
| 8 137 | 8 123 | - | - | - | - | - | - | - |

### Enseignement
Rattachée à l'académie de Grenoble, la commune compte neuf établissements scolaires : quatre écoles primaires, deux collèges et deux lycées:
Les écoles primaires sont l'école Jean Rostand, l'école Pasteur, l'école Thévenon (qui comptent chacune une section de maternelle), et l'école primaire privée Saint-Joseph. Les collèges sont le collège public Le Calloud et le collège privé Saint-Bruno et les lycées correspondent aux deux établissements du lycée polyvalent Élie Cartan, dont le lycée général et le lycée professionnel, ainsi qu'au lycée horticole et animalier de La Tour-du-Pin.

### Équipement sanitaire et social
La commune héberge un centre hospitalier de proximité comprenant 168 lits, répartis (en 2017) en 30 lits en service de moyen séjour, 70 en service long séjour et 68 lits d'hébergement pour personnes âgées (EHPAD)

### Manifestations culturelles et festivités
Chaque année depuis 2008, le festival des Mosaïques a lieu la semaine précédant la fête de la musique. Cet évènement propose des manifestations culturelles et artistiques chaque jour (musique, théâtre).
Depuis 2015, la fête du Miron (portant le nom d'une confiserie créé en 1998 à l’occasion de la Coupe du Monde de football, pour accueillir l’équipe nationale de Colombie dans la ville) est un événement festif organisé début juillet dans la commune.

### Associations et manifestations sportives

#### Rugby à XV
L'US La Tour-du-Pin, créée en 1910, devenu Rugby Club des Vallons de la Tour (RCVT). Celui-ci a été successivement : vice-champion de France de 3e série 1952 et vice-champion de France de 2e série 1953, mais également vice-champion de France Honneur en 2001  et en 2016.

#### Cyclisme
Au niveau des courses régionales, la commune a accueilli la 4e étape du Critérium du Dauphiné 2017 qui a relié La Tour-du-Pin à Bourgoin-Jallieu.
Au niveau des courses nationales, la commune a également accueilli la 17e étape du Tour de France 1983 qui a relié La Tour-du-Pin à L'Alpe d'Huez et la 14e étape du Tour de France 2020 qui a relié La Tour-du-Pin à Villard-de-Lans.
La Tour-du-Pin est la ville d'accueil des championnats de France sur route Elite en 2026 et de l'Avenir en 2025.

#### Autres sports
- Basket-ball : Basket des Vallons de La Tour.
- Football : Football Club la Tour/Saint Clair.
- Volley-ball : Volley Loisir Turripinois (VLT)
  - Champion régional 2018, Équipe féminine M20.
  - Champion régional 2017, Équipe féminine M17.
- Tennis : Tennis Club de La Tour du Pin.
- Gymnastique : Alerte Gymnastique.
- Gymnastique : L'Avant-garde Turripinoise.
- Judo : Judo Club des Barbarians.
- Tir : Alerte Tir

### Médias

#### Presse écrite
La ville de La Tour-du-Pin gère la publication d'un mensuel local destiné à l'information des citoyens de la commune dénommé Les Actus. Il est distribué dans les boîtes aux lettres et il est également consultable sur Internet
Historiquement, le quotidien à grand tirage Le Dauphiné libéré consacre, chaque jour, y compris le dimanche, dans son édition du Nord-Isère, un ou plusieurs articles à l'actualité de la ville, ainsi que des informations sur les éventuelles manifestations locales, les travaux routiers, et autres événements divers à caractère local.

#### Presse audiovisuelle
La commune est située sur l'aire de diffusion de radio Ici Isère, une radio publique qui émet sur tout le territoire du département de l'Isère. Châbons est également positionnée dans le bassin d’émission de la chaînes de télévision de France 3 Alpes.

### Cultes

#### Culte catholique
La communauté catholique et l'église de La-Tour-du-Pin (propriété de la commune) dépendent de la paroisse Sainte-Anne, laquelle est rattachée au diocèse de Grenoble-Vienne.

#### Culte musulman
La Tour du Pin abrite une mosquée, située rue d'Italie.

## Économie

### Revenus de la population et fiscalité
En 2010, le revenu fiscal médian par ménage était de 20 992 €, ce qui plaçait La Tour-du-Pin au 29 221e rang parmi les 31 525 communes de plus de 39 ménages en métropole.

### Emploi
Le taux de chômage, en 2014, pour la commune s'élève à 18,9 %, un chiffre nettement supérieur à la moyenne nationale (10,4 %).

### Secteur agricole
La commune se situe dans les zones d'appellations suivantes, décernées par l'INAO :
- IGP Emmental français Est Central (Label Rouge) ;
- IGP Comtés Rhodaniens blanc ;
- IGP Comtés Rhodaniens rosé ;
- IGP Comtés Rhodaniens rouge ;
- IGP Isère blanc ;
- IGP Isère rosé ;
- IGP Isère rouge.

### Secteur industriel et commercial
La commune héberge plusieurs sites commerciaux et industriels sur son territoire, la principale zone d'activités étant le Parc d'activités de Rhodes, située en limite de son territoire.

## Culture locale et patrimoine

### Gastronomie
Le « miron » est une confiserie créée localement en 1998 ; elle est à base de praliné, pâte d’amande, nougatine, confit de citron, le tout enrobé de chocolat.

### Patrimoine architectural

#### Lechâteau de Tournin
Situé au lieu-dit les Anguilleus, des XVIIe et XVIIIe siècles, inscrit partiellement par arrêté du 8 février 1967 au titre des monuments historiques pour protéger les façades, les toitures, les cours et le jardin.

#### L'Église Notre-Dame-de-l'Assomption

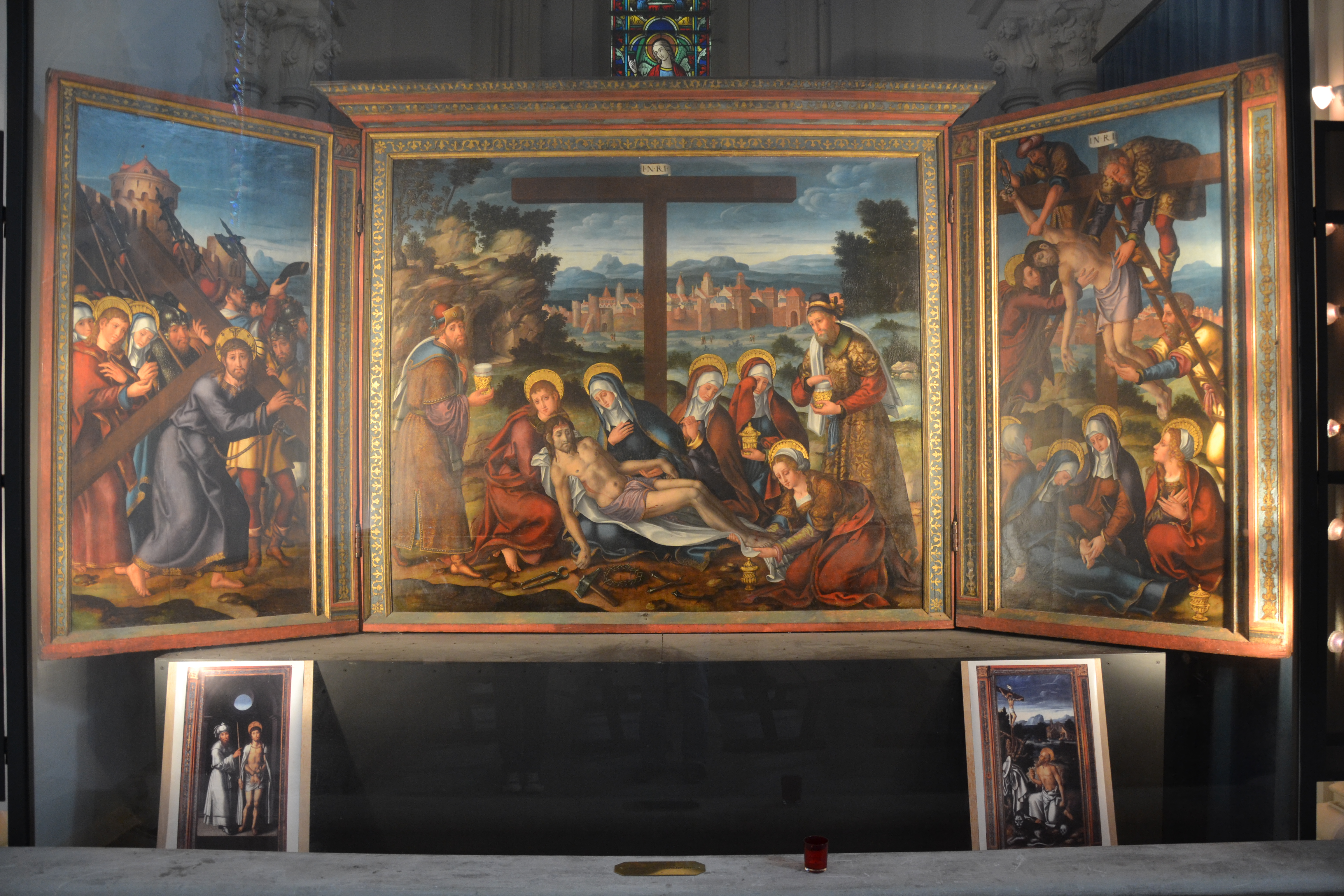
Triptyque de l'église de La Tour-du-Pin.

Cet édifice religieux catholique datant du XIXe siècle, domine la ville et abrite un triptyque sur bois du XVIe siècle (1542, 1543 et 1544), classé Monuments Historiques, représentant la Mise au tombeau, la Montée au calvaire, la descente de croix, l'Ecce Homo et saint Jérôme. Ce triptyque est attribué à Georges Penez (Nuremberg, Allemagne, 1500 - Leipzig, Allemagne, 1550), élève d'Albrecht Dürer.

#### Le monument aux morts
Ce monument aux morts communal, situé à l'extrémité de l'esplanade du Champ de Mars de la ville, est inscrit au titre des monuments historiques par arrêté du 13 mars 2019.

#### La Maison des Dauphins
Cette maison urbaine de type Renaissance date du XVIe siècle et présente quarante-sept mètres de longueur de cimaises réparties dans deux pièces situées au rez-de-chaussée ainsi qu'une cave voûtée aux pierres apparentes. Le second étage bénéficie d'œils-de-bœuf à encadrement mouluré. La porte d'entrée de la maison est en châtaignier, orné de clous en pointe de diamant et surmonté d'un chapiteau triangulaire. Cet édifice est inscrit au titre des monuments historiques par arrêté du 9 novembre 1926.

#### Les autres bâtiments
- Le château de Châbons

Ce château est bâti, en 1640, par Gallien de Châbons, sur l'emplacement d'un bâtiment sur la « basse-cour » du château fort, qui existait dès le XIIe siècle.
- Les Halles,

Celles-ci, situées au centre de la commune, ont été restaurées et transformées en espace culturel en 2009.
- Les vestiges des fortifications urbaines

Le visiteur peut encore voir, derrière le bâtiment actuellement occupé par Le Hussard, une tour dite « tour de Henri IV » ; dans l’alignement se trouve une autre tour carrée incluse dans un bâtiment rue de l’église. Ces vestiges sont probablement, avec le soubassement massif et abrupt vers l’ouest, le long de la rue du portail de ville, des restes de la deuxième enceinte.

Quelques montuments de La Tour-du-Pin
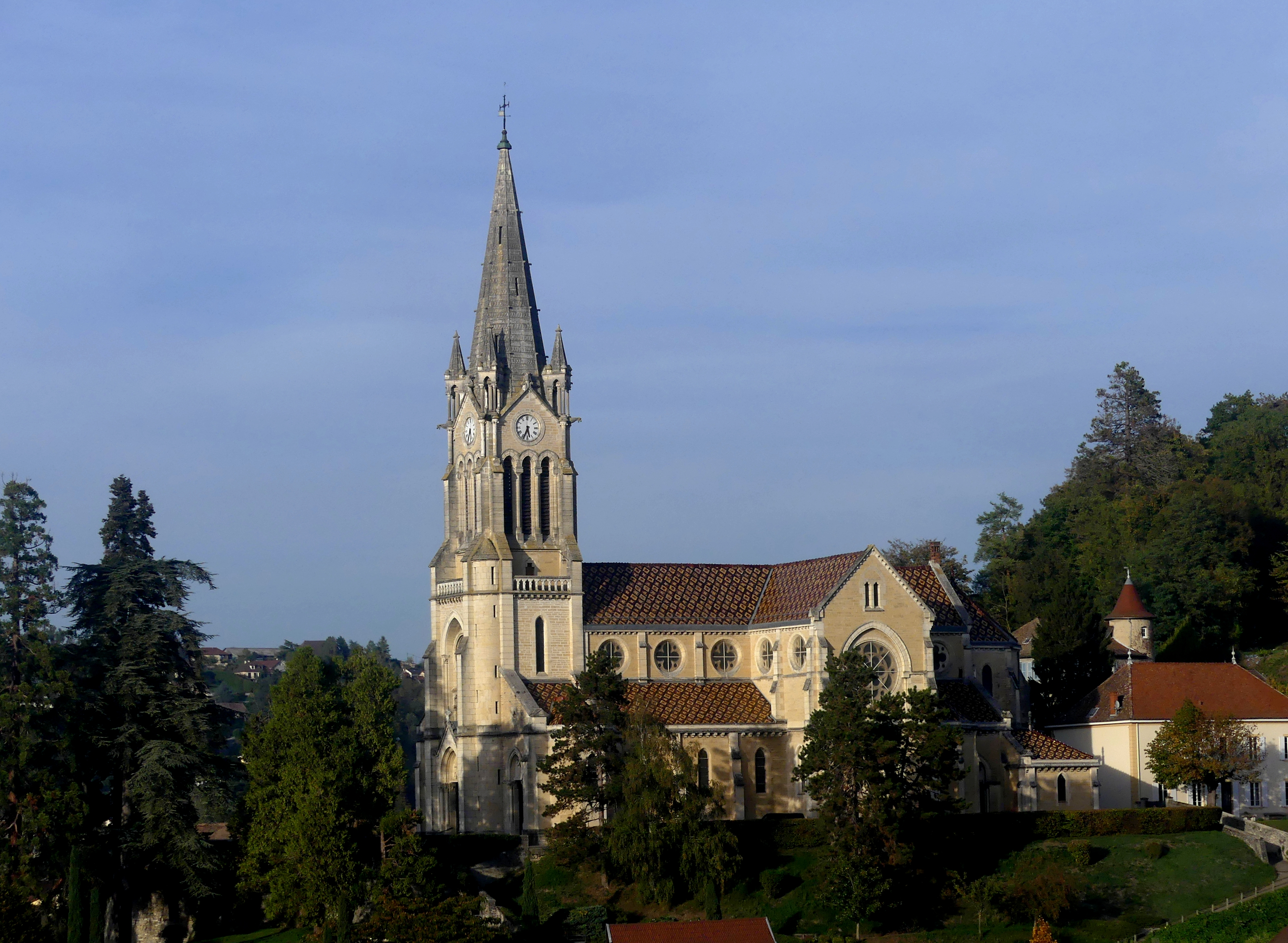
L'église Notre-Dame-de-l’Assomption (extérieur)
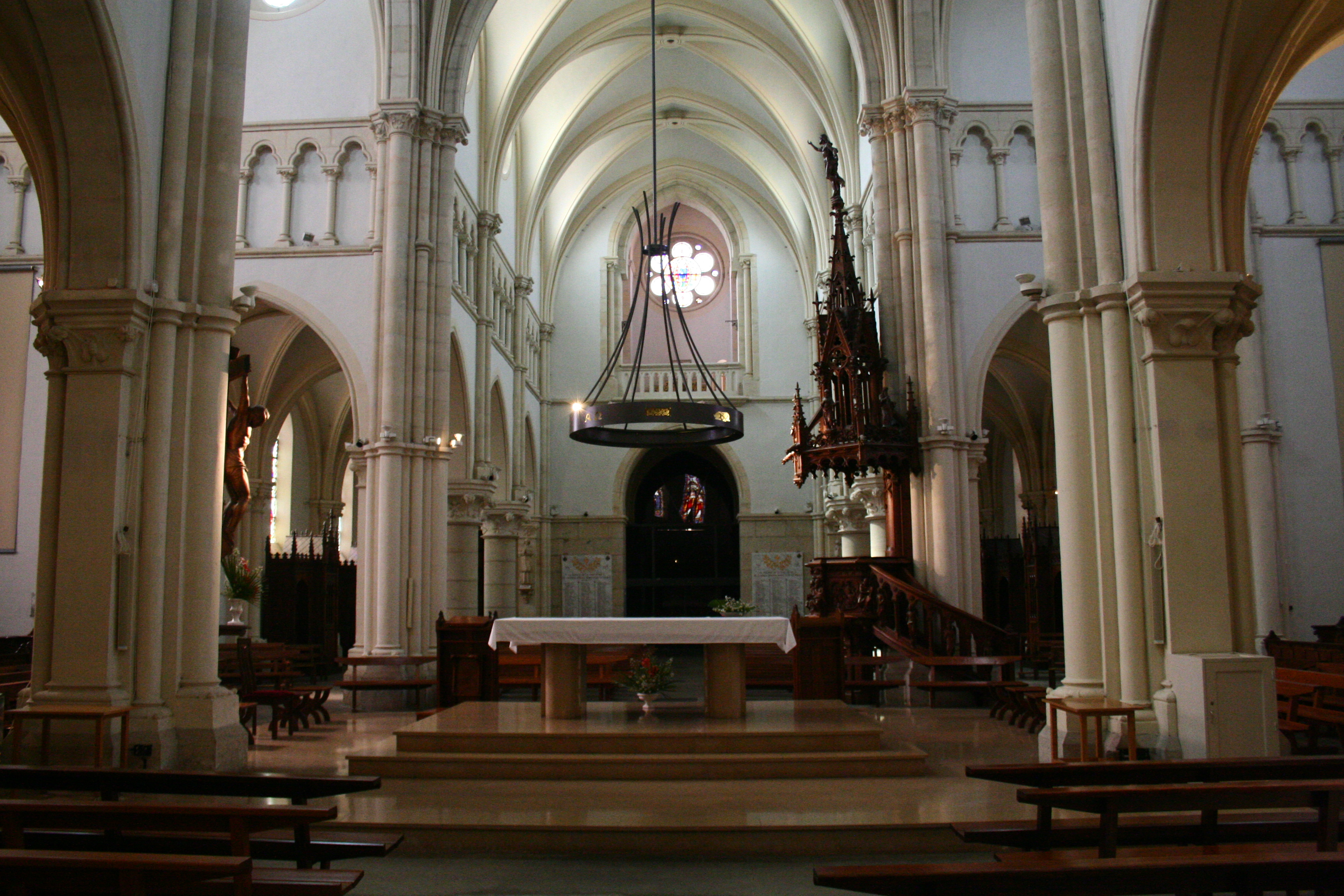
L'église Notre-Dame-de-l’Assomption (intérieur)
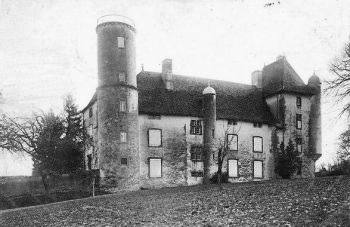
Le château de Tournin (image ancienne)
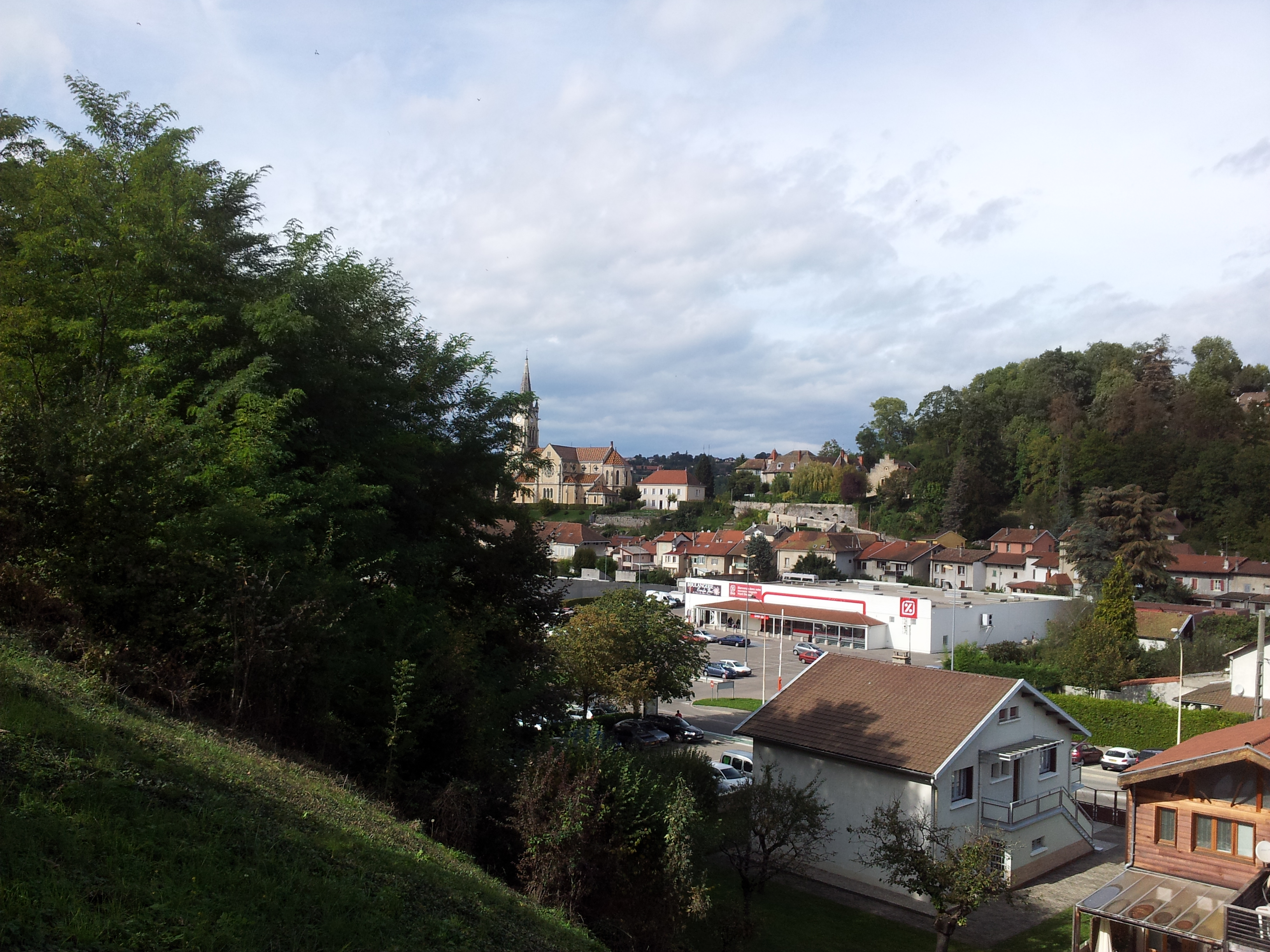
La Tour-du-Pin vue à partir du parking de la gare.
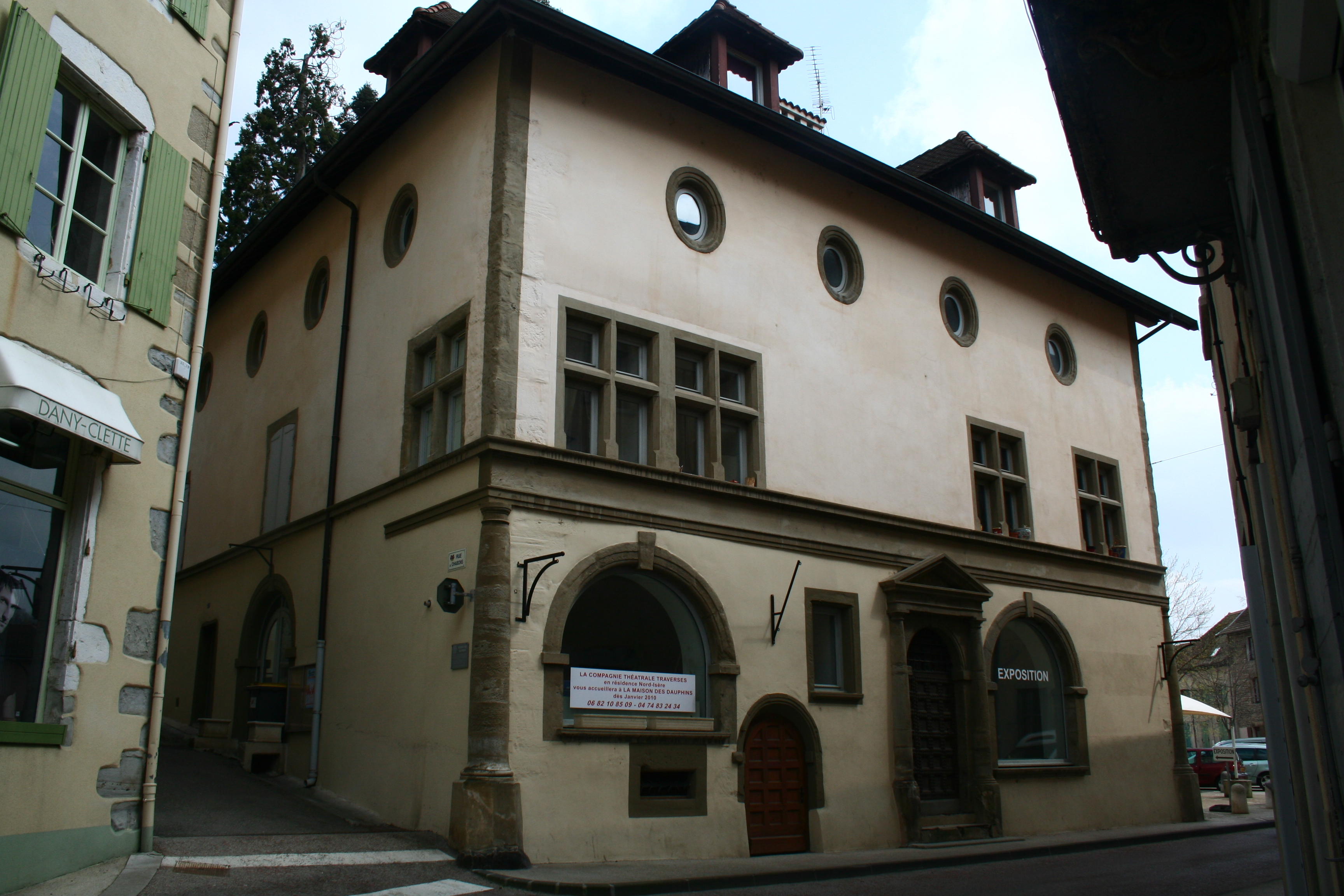
La Maison des dauphins

### Patrimoine naturel
Le lac de Saint-Félix est situé non loin de la sortie de la commune, sur le territoire de la commune voisine de Saint-Didier-de-la-Tour.

### Personnalités liées à la commune

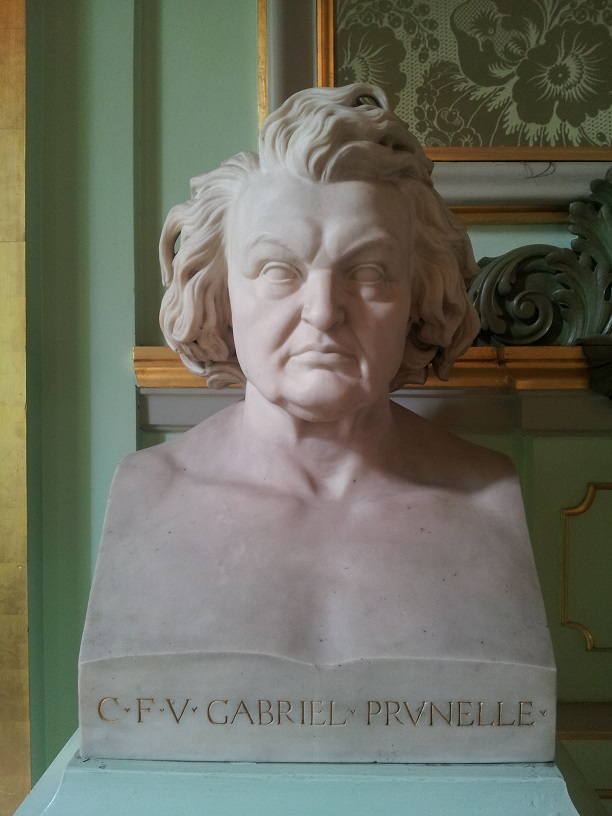
Victor Prunelle

- Victor Prunelle (1777-1853), médecin et homme politique français, ancien maire de Lyon et député de l'Isère. Natif de la commune.
- Ferdinand Reymond (1805 à La Tour-du-Pin-1880 à Grenoble), homme politique, avocat, préfet et député de l'Isère de 1849 à 1851.
- Henri-Antoine Dubost (1842- 1921), clerc de notaire, journaliste, préfet, conseiller d'État et président du Sénat. Maire de La Tour-du-Pin durant 43 ans.
- Jean Fréchet (1935-2011), prêtre, y est né.
- Bernard David, footballeur.
- Jean-Claude Guiguet (1948-2005), réalisateur français.

### Héraldique, logotype et devise
| Blason de Tour-du-Pin (La) | Blason  | Parti, en 1 d'azur à la tour d'argent maçonnée ouverte et ajourée de sable, en 2 d'argent au pin de sinople.                                                               |
| Blason de Tour-du-Pin (La) | Détails | Le statut officiel du blason reste à déterminer. |
| Blason de Tour-du-Pin (La) | Alias   | De gueules à une tour d'argent maçonnée de sable et sommée d'une pomme de pin d'or,. Armes parlantes. L'on connait aussi ce blason, qui serait plus vieux que le précédent |

## Pour approfondir